# Alonso Mudarra
Alonso Mudarra (1510 – Siviglia, 1º aprile 1580) è stato un compositore spagnolo, e suonatore di vihuela del rinascimento.

## Biografia
Nulla si sa sul luogo della sua nascita e dei primi anni della sua vita. Le prime notizie che abbiamo su di lui ci dicono che egli risiedeva a Guadalajara in Spagna e che probabilmente studiò musica in quella città. Egli probabilmente si recò in Italia al seguito dell'imperatore Carlo V nel 1529. Quando ritornò in Spagna si fece prete e divenne canonico della Cattedrale di Siviglia nel 1546, posizione che mantenne fino alla sua morte. Egli sovrintendeva a tutte le attività musicali della cattedrale. Di questa sua attività esistono diverse testimonianze che ci dicono come istruisse i musicisti, come avesse acquistato e montato un nuovo organo e come lavorasse in stretta collaborazione con il compositore Francisco Guerrero per le musiche di varie festività liturgiche. Mudarra morì a Siviglia all'età di settant'anni e la sua notevole eredità venne distribuita ai poveri della città secondo le sue ultime volontà.

## La musica
Egli fu un innovatore nella composizione di musiche strumentali ed anche vocali. ed è stato il primo compositore di cui ci siano pervenute musiche scritte per la chitarra.
Mudarra compose numerosi pezzi per vihuela e per chitarra a quattro corde, tutte contenute nella raccolta Tres libros de musica en cifras para vihuela, che venne pubblicato il 7 dicembre 1546 a Siviglia. Questi tre libri contengono le prime musiche a noi pervenute scritte per chitarra a quattro corde che era allora uno strumento piuttosto nuovo. Il secondo libro contiene otto pezzi scritti in più movimenti.
Le composizioni comprese nella pubblicazione comprendono fantasie, variazioni (incluso un pezzo su La Follia), pavane, gagliarde e canzoni. L'ascoltatore moderno ha probabilmente molta familiarità con la sua Fantasia X, che è stata eseguita in molti concerti e registrazioni discografiche per molti anni. Le chanson in latino, spagnolo ed italiano, sono scritte nella forma della romanza, canzone, villancico e sonetto. Un'altra innovazione inserita nelle sue composizioni era l'indicazione del tempo (lento, medio e veloce) delle varie composizioni.